# Weogufka (Alabama)
Weogufka es un lugar designado por el censo ubicado en el condado de Coosa en el estado estadounidense de Alabama. En el Censo de 2010 tenía una población de 282 habitantes y una densidad poblacional de 21,05 personas por km².

## Geografía
Weogufka se encuentra ubicado en las coordenadas 33°1′56″N 86°19′26″O / 33.03222, -86.32389. Según la Oficina del Censo de los Estados Unidos, Weogufka tiene una superficie total de 21.56 km², de la cual 21.4 km² corresponden a tierra firme y (0.73%) 0.16 km² es agua.

## Demografía
Según el censo de 2010, había 282 personas residiendo en Weogufka. La densidad de población era de 21,05 hab./km². De los 282 habitantes, Weogufka estaba compuesto por el 99.29% blancos, el 0% eran afroamericanos, el 0% eran amerindios, el 0.35% eran asiáticos, el 0% eran isleños del Pacífico, el 0% eran de otras razas y el 0.35% pertenecían a dos o más razas. Del total de la población el 1.06% eran hispanos o latinos de cualquier raza.